# هفدهمین دوره جوایز فیلم آسیایی
هفدهمین دوره جوایز فیلم آسیایی (انگلیسی: 17th Asian Film Awards)، در ۱۰ مارس ۲۰۲۴ در مرکز Xiqu، هنگ کنگ برگزار شد. نامزدها در ۱۲ ژانویه ۲۰۲۴ اعلام شدند. برندگان در ۱۰ مارس ۲۰۲۴ با بازی شیطان وجود ندارد (فیلم ۲۰۲۳) برنده جایزه بهترین فیلم اعلام شدند.

## برندگان و نامزدها
نامزدها در 12 ژانویه 2024 به رهبری "شیطان وجود ندارد (فیلم ۲۰۲۳)" و "بهار در سئول" با شش نفر اعلام شد.
| بهترین فیلم - شیطان وجود ندارد (فیلم ۲۰۲۳)' - بهار در سئول - / Paradise - روزهای عالی - Snow Leopard | بهترین کارگردان - هیروکازو کورئیدا – هیولا (فیلم ۲۰۲۳) - Gu Xiaogang – Dwelling by the West Lake - ریوسوکی هاماگوچی – شیطان وجود ندارد (فیلم ۲۰۲۳) - کیم سونگ سو (کارگردان) – بهار در سئول - Prasanna Vithanage – Paradise                                                                       |
| بهترین بازیگر مرد - کوجی یاکوشو – روزهای عالی as Hirayama - هوانگ جونگ مین – بهار در سئول در نقش سرلشکر چون دو-گوانگ - تونی لیانگ – گلدفینگر (فیلم ۲۰۲۳) در نقش هنری چینگ - Shen Teng – رودخانه سرخ (فیلم ۲۰۲۳) در نقش Zhang Da - Wu Kang-ren – Abang Adik در نقش Chen Ah-bang                                                                              | بهترین بازیگر زن - جیانگ کینگین – سکونت در کنار دریاچه غربی در نقش تای هوآ - جونگ یو می (بازیگر، زاده ۱۹۸۳) – خواب (فیلم ۲۰۲۳) به عنوان Soo-jin - رینکو کیکوچی – 658km, Yoko no Tabi در نقش یوکو - آدری لین – دختر مشکل در نقش Xiao Xiao - ژو دونگیو – The Breaking Ice در نقش نانا              |
| بهترین بازیگر نقش مکمل مرد - پارک هون – بهار در سئول در نقش سرهنگ Moon Il-pyeong - ناکامورا شیدو (دوم) – کوبی (فیلم) در نقش نانیوا موسوکه - پارک جونگ مین (بازیگر) – قاچاقچی‌ها (فیلم ۲۰۲۳) در نقش جانگ دوری - جک تان – Abang Adik در نقش Zhang Wen-di - شان ونگ – Time Still Turns the Pages در نقش Eli Cheng Yau Kit                                       | بهترین بازیگر نقش مکمل زن - راشل لئونگ – در روز روشن در نقش ونگ سیو لینگ "" - گو مین شی – قاچاقچی‌ها (فیلم ۲۰۲۳) به عنوان Go Ok-bun - مینامی هامابه – گودزیلا منهای یک به عنوان Noriko Ōishi - ماریکو تسوتسوی – آخرین سایه در اولین نور در نقش ساتومی - وانفانگ – Snow in Midsummer در نقش Ah Eng |
| بهترین کارگردان جدید - نیک چوک – زمان هنوز صفحات را برمی‌گرداند - Lkhagvadulam Purev-Ochir – City of Wind - Amanda Nell Eu – Tiger Stripes - Phạm Thiên Ân – درون پوسته پیله زرد - دومینیک سانگما – Rapture | بهترین فیلم تازه وارد - Tergel Bold-Erdene – City of Wind به عنوان Ze - Awat Ratanapintha – Doi Boy در نقش سورن - میهایا شیراتا – آخرین سایه در اولین نور در نقش امی - وانگ ییبو (خواننده) – شمشیر پنهان (فیلم ۲۰۲۳) به عنوان Mr. Ye - Yoyo Tse – Fly Me to the Moon                             |
| بهترین فیلمنامه - پلنگ برفی – Pema Tseden - شیطان وجود ندارد (فیلم ۲۰۲۳) – ریوسوکی هاماگوچی - هیولا (فیلم ۲۰۲۳) – Yuji Sakamoto - Paradise – Prasanna Vithanage و Anushka Senanayake / - خوابفیلم ۲۰۲۳ – جیسون یو | بهترین تدوین - بهار در سئول – کیم سانگ-بام - شیطان وجود ندارد (فیلم ۲۰۲۳) – ریوسوکی هاماگوچی و Azusa Yamazaki - فقط رودخانه جاری است – Matthieu Laclau - Paradise – ای. سریکار پراساد / - زمان هنوز صفحات را برمی‌گرداند – نیک چوک و کیث هیو چون چان                                              |
| بهترین فیلمبرداری - پلنگ برفی – Matthias Delvaux ' - بهار در سئول – لی مو گه - شیطان وجود ندارد (فیلم ۲۰۲۳) – Yoshio Kitagawa - فقط رودخانه جاری است – Zhiyuan Chengma - قاس – عظمت دولاتوف | بهترین موسیقی اورجینال - شیطان وجود ندارد (فیلم ۲۰۲۳) – ایکو ایشیباشی - "سکونت در کنار دریاچه غرب" – شیگرو اومبایاشی - "قس" – اکمارال زیکایوا - Rapture – Anon Ch Momin / - راه بوستون – Lee Dong-june                                                                                           |
| بهترین طراحی صحنه و لباس - گلدفینگر (فیلم ۲۰۲۳) – Man Lim-chung / - Creation of the Gods I: Kingdom of Storms – Tim Yip - کوبی (فیلم) – کازوکو کوروساوا - [قاچاقچی‌ها (فیلم ۲۰۲۳)]] – یون جونگ هی - Snow in Midsummer – Elaine Ng / | بهترین طراحی تولید - گلدفینگر (فیلم ۲۰۲۳) – اریک لام / - آرمان‌شهر بتنی – Cho Hwa-sung - هیولا (فیلم ۲۰۲۳) – Keiko Mitsumatsu - فقط رودخانه جاری است – منگلون ژانگ - Snow Leopard – Daktse Drundrup                                                                                               |
| بهترین جلوه های بصری - گودزیلا منهای یک – تاکاشی یامازاکی، کیوکو شیبویا، Masaki Takahashi و Tatsuji Nojima {{پرچمک\|JPN} } - آرمان‌شهر بتنی – Eun Jae-hyun - Creation of the Gods I: Kingdom of Storms – داگلاس هانس اسمیت، جاشوا براییر، و جرمی بال - ماه (فیلم ۲۰۲۳) – جین جونگ هیون - [زمین سرگردان ۲]] – Allen Wei, Ahdee Chiu, Ding Yanlai, and Eric Xu | بهترین صدا - گودزیلا منهای یک – Natsuko Inoue - آرمان‌شهر بتنی – کیم سوک وون و کیم یون جونگ - Creation of the Gods I: Kingdom of Storms – یانگ جیانگ و ژائو نان - درون پوسته پیله زرد – Vuong Gia Bao and Toh Xander / - Snow in Midsummer – Tu Duu-chih and Wu Shu-yao /                         |
| جایزه برتری در سینمای آسیا ""لی یونگ ئه"" | جایزه یک عمر دستاورد ""ژانگ ییمو"" |
| جایزه نسل بعدی AFA - وین متاوین اوپاس ایام کاجورن | جایزه مشارکت فیلم آسیا 'اعلام می شود' |